# El Jau
El Jau es una localidad y pedanía española perteneciente al municipio de Santa Fe, en la provincia de Granada, comunidad autónoma de Andalucía. Está situada en la parte centro-oeste de la comarca de la Vega de Granada. Cerca de esta localidad se encuentran los núcleos de Santa Fe capital, Chauchina, Pedro Ruiz, Fuente Vaqueros y Romilla.

## Historia
El Jau —anteriormente llamada Xaus— existía mucho antes de la fecha en la que se fundó Santa Fe. Xaus puede significar según qué versiones «coto cerrado» u «hospital de campamento». En la zona que ocupa El Jau se sabe que hubo una colonia romana, un poco más al sur, que debió ser tierra firme y en cuyas fincas se han encontrado restos y enseres como tégulas, trozos de cerámicas, ladrillos de la época y diversos utensilio metálicos procedente de épocas pasadas.
Otro peculiar lugar con historia es el Nacimiento de la Reina, que debió abastecer de agua a los ejércitos antes de instalarse en Santa Fe. En fechas posteriores existió en Xaus un camino que llamaron "de las Cubas", por los recipientes que acarreaban tan necesario líquido. Esta zona fue pantanosa hasta que se canalizó en el siglo XIII.

## Demografía
Según el Instituto Nacional de Estadística de España, en el año 2024 El Jau contaba con 1098 habitantes censados, lo que representa el 7,19% de la población total del municipio.

### Evolución de la población
| Gráfica de evolución demográfica de El Jau entre 2014 y 2024 |
|                                                              |
| Datos según el nomenclátor publicado por el INE.             |

## Comunicaciones

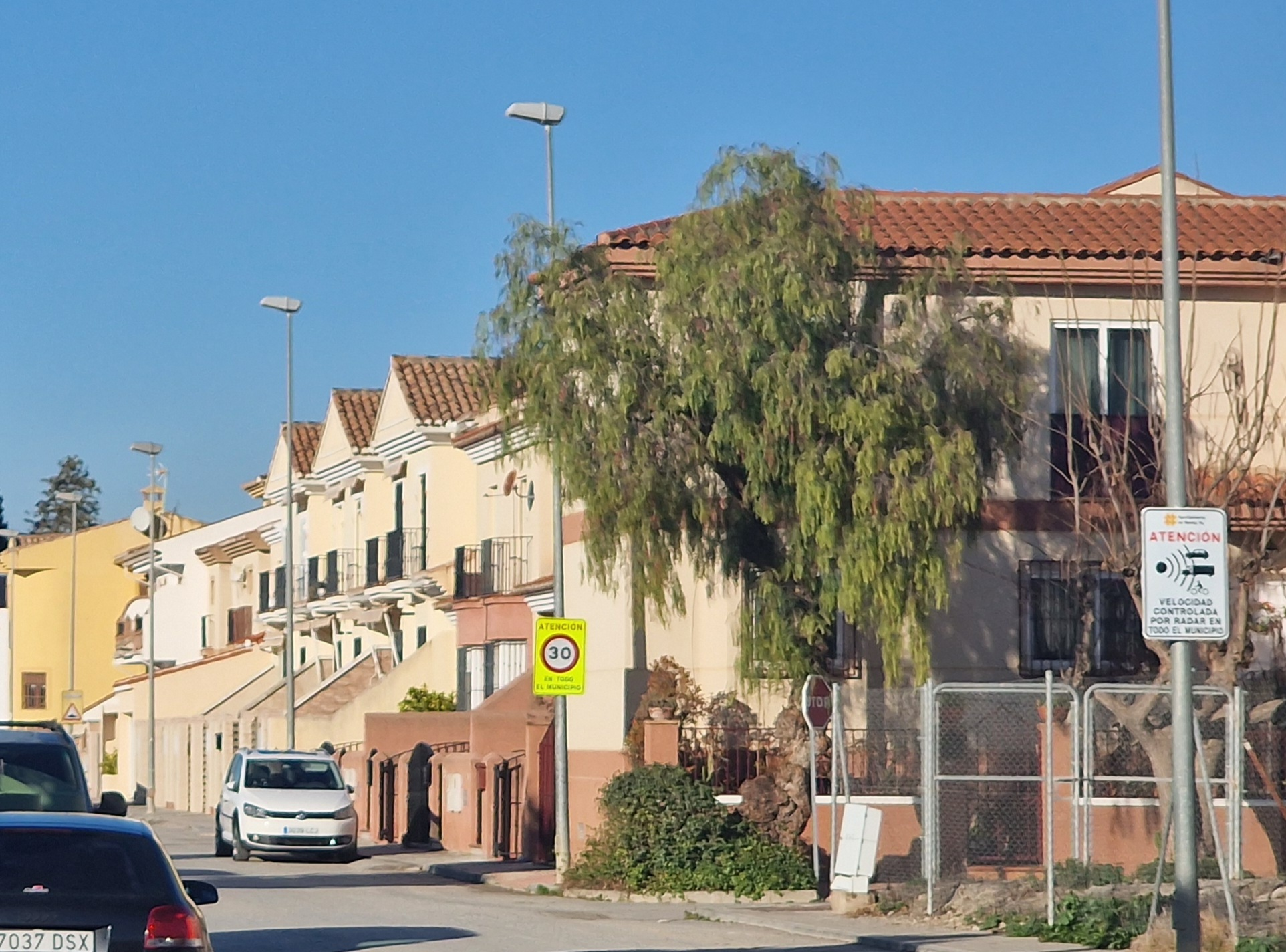
Entrada de la localidad desde la autovía A-92

### Carreteras
Las principales vías de comunicación que transcurren junto a esta localidad son:
| Identificador | Denominación          | Itinerario                     |
| ------------- | --------------------- | ------------------------------ |
| A-92G         | Autovía A-92G         | Santa Fe - Granada             |
| A-92          | Autovía A-92          | Sevilla - Almería              |
| GR-3403       | De A-92 a El Jau      | Santa Fe - El Jau              |
| A-4075        | De A-92 al Aeropuerto | El Jau - Aeropuerto de Granada |

Algunas distancias entre El Jau y otras ciudades:
| Ciudades | Distancia (km) |
| -------- | -------------- |
| Santa Fe | 2              |
| Granada  | 15             |
| Jaén     | 94             |
| Almería  | 170            |
| Murcia   | 290            |

### Autobús
En la actualidad existe una línea de autobús del Consorcio de Transporte Metropolitano del Área de Granada que conecta El Jau con el centro de la capital:
- Línea 242: Granada - Bobadilla - Santa Fe - El Jau - Chauchina - Romilla - Cijuela - Láchar.

### Aeropuerto
El Aeropuerto Federico García Lorca se encuentra a 2 km de la localidad. Por la proximidad a las instalaciones aeroportuarias, El Jau —al igual que el resto de poblaciones cercanas— se ve afectado por pequeñas cuotas de contaminación acústica, provocada por el ruido de las aeronaves al sobrevolar la localidad en las maniobras de despegue y aterrizaje.

## Servicios

### Educación
El único centro educativo que hay en la localidad es:
| Denominación genérica | Nombre del centro      | Naturaleza | Dirección       |
| --------------------- | ---------------------- | ---------- | --------------- |
| Colegio público rural | CPR Fuente de la Reina | Público    | C/ Redonda, s/n |

## Cultura

### Fiestas
El Jau celebra cada año sus fiestas populares el segundo fin de semana de agosto.